# 突尼斯阿拉伯語
突尼斯阿拉伯語（ Tounsi  當地讀音： [ˈtuːnsi]或 dèrja [ˈdɛːrʒæ]）是馬格里布阿拉伯語的一種方言，在突尼斯大約有一千一百萬人講。它通常被稱為「Derja」，意即「方言」，與现代标准阿拉伯语相對；或「Tunsi」，意即「突尼斯話」。它與阿爾及利亞阿拉伯語和利比亞阿拉伯語組成方言連續體。它在詞法、句法、發音、詞彙等諸多方面都與现代标准阿拉伯语和古典阿拉伯語不同。突尼斯阿拉伯語，與其他馬格里布阿拉伯語方言一樣，多數詞彙是阿拉伯語，有著顯著的柏柏語底層，以及大量來自法語、土耳其語、意大利語、西班牙語的借詞。馬格里布地區（如摩洛哥、阿爾及利亞、突尼斯）所講馬格里布阿拉伯語，讓其他地區的阿拉伯人難以理解，甚至馬格里布阿拉伯語各方言之間也存在溝通困難。
突尼斯阿拉伯語在吸收法語或英語借詞，尤其是在科技領域；而在某些領域，標準阿拉伯語的詞彙正在取代舊時的法語及西班牙語借詞。受過教育和上層階級的人能在突尼斯阿拉伯語與現代標準阿拉伯語中切換，也習慣代入法語及西班牙語借詞。此外，突尼斯阿拉伯語與馬耳他語關係密切，但由於非語言因素（如政治、社會等），馬耳他語被認為是一種獨立的語言。
幾乎所有突尼斯阿拉伯語的使用者都能理解並且或多或少會講現代標準阿拉伯語。一些突尼斯人將突尼斯阿拉伯語視為源自阿拉伯語的一種方言，只不過有著柏柏語、法語、土耳其語、意大利語、西班牙語的借詞；而越來越多的人（尤其是年輕人）將其視為一種獨立的語言。